# Nodutus spinosus
Nodutus spinosus är en insektsart som först beskrevs av Klug, J.C.F. 1820.  Nodutus spinosus ingår i släktet Nodutus och familjen Proscopiidae. Inga underarter finns listade i Catalogue of Life.